# 鶯鶯傳

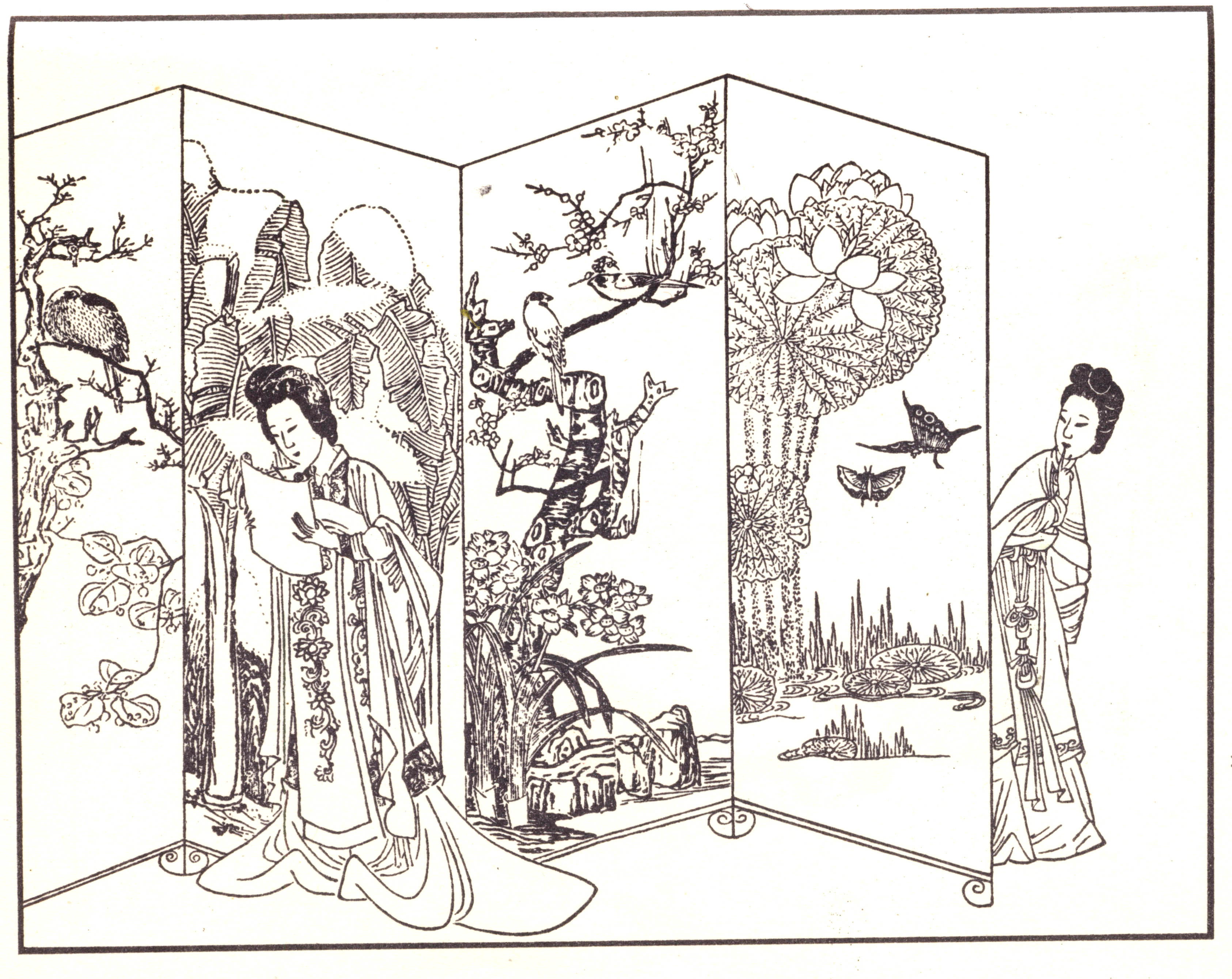
《鶯鶯傳》後來改編為《西廂記》

《鶯鶯傳》，又稱《崔鶯鶯傳》、《会真记》，唐朝詩人元稹著，是《唐人傳奇》中的一個篇章。本文因女主人公崔氏小名莺莺而得名。「会真」是指「遇到仙女」，意指崔鶯鶯有天仙美貌。此篇章為古典雜劇《西廂記》前身。

## 本事
劇情在於張生对崔鶯鶯一見鍾情，鶯鶯礙於禮教，拒絕了張生的求愛，而侍女紅娘在其身边劝解，兩人成功相戀后，如胶似漆，後來張生赴京赶考，張生说自己不能压住她的妖，怕像周幽王一般引致祸端，便与其断绝联系。鶯鶯只能自怨自艾。各自婚配后，张生回京，对崔莺莺情愫又起，以兄长的身份让崔莺莺丈夫催她相见，而莺莺却久唤不出。几天过去了，张生要走了，崔莺莺作诗送别“還將舊時意，怜取眼前人。”
鶯鶯傳是唐人傳奇中最著名的一篇，故事广泛流传，北宋以降，士大夫“无不举此以为美谈，至于倡优女子，皆能调说大略”。元代王實甫據此改編成雜劇《西廂記》。

## 禁书
王实甫根据《会真记》所写的《西厢记》曾被明清朝廷列为禁书。小说《红楼梦》中有贾宝玉与林黛玉在大观园偷看禁书《会真》，即是《西厢记》。

## 故事主角的原型考證
宋代蘇軾認為張生是元稹的好友張籍。王銍在《〈傳奇〉辯證》考證張生為元稹本人，並認為鶯鶯為元稹姨母鄭氏與永年縣尉崔鵬之女崔氏，即元稹的表妹。
鲁迅在《中国小说史略》中说：“《莺莺传》者，……元稹以张生自寓，述其亲历之境。”
陳寅恪從元稹詩集一首《曹十九舞綠鈿》，假定“曹十九”是“曹九九”的讹误，又說“九九”二字古音与莺鸟鸣声相近，認為崔鶯鶯應是名叫“曹九九”的“酒家胡”，“此女姓曹名九九，殆亦出於中亞種族”，因“中亚胡人善于酿酒”，得出曹九九是“酒家胡”的结论。但亦有持不同觀點，卞孝萱在《元稹年谱》中指出，“‘工于投机取巧之才人’元稹，怎么忽然蠢起来，把一个社会地位低下的‘酒家胡’，说成自己的姨妹？”